# Gabriel Gåsste
Gabriel Olof Gåsste, född den 18 februari 1984, är en svensk före detta freestyleåkare (puckelpist). Han vann Europacupen i puckelpist 2005/2006 och var uttagen i Sveriges Olympiska Kommittés topp- och talangprogram inför OS i Vancouver 2010, men lade av efter att först ha drabbats av en ryggskada och sedan slitit av ett korsband i knäet.
Gabriel Gåsste är bosatt i Åre och har efter puckelpistkarriärens avslutande blivit Sveriges främsta handmanualist.  